# ألف بربور
ألف بربور هو لاعب هوكي الجليد كندي، ولد في 1 يونيو 1891 في Souris, Manitoba ‏ في كندا، وتوفي في 13 مايو 1953.

## وصلات خارجية
- ألف بربور على موقع HockeyDB.com (الإنجليزية)